# Dinah Sheridan
Dinah Sheridan (* 17. September 1920 in Hampstead, London, England; † 25. November 2012 in Northwood, London, England) war eine britische Schauspielerin.

## Leben

### Herkunft, Ausbildung und erste Theaterauftritte
Dinah Sheridan wurde als Dinah Nadyejda Mec im Londoner Stadtteil Hampstead geboren. Ihr Vater Fernand Archer Mec, ein gebürtiger Russe, war Fotograf; ihre Mutter Lisa Everth war Deutsche. Ihre Mutter war ebenfalls Fotografin und führte vor dem Zweiten Weltkrieg ein eigenes Fotoatelier, Studio Lisa, in London. Ihre Eltern waren später auch als Hof-Fotografen nach Ernennung durch Queen Elizabeth, der späteren Queen Mother, für die Royal Family tätig und durften exklusiv die königlichen Pantomimen zu Weihnachten fotografieren.
Im Alter von fünf Jahren erkrankte Sheridan, stets ein kränkliches Kind, an Tuberkulose. Sie besuchte die Sherrards School in Welwyn Garden City in Hertfordshire. Sie absolvierte eine Schauspielausbildung an der Italia Conti Stage School. Ihre erste Bühnenrolle hatte sie 1932, im Alter von zwölf Jahren, als Zweitbesetzung in dem Kindertheaterstück Where the Rainbow Ends (Holborn Empire Theatre) von Clifford Mills und John Ramsey. 1934 trat sie in London in Peter Pan in einer Bühnenfassung für Kinder als Wendy auf; diese Rolle spielte sie in über 100 Aufführungen. Ihre Partner waren Charles Laughton (als Captain Hook) und Elsa Lanchester in der Titelrolle. Beim Vorsingen und Vorsprechen änderte sie ihren Familiennamen in ihren zukünftigen Bühnennamen „Sheridan“ um; den Namen hatte sie per Zufall aus dem Telefonbuch gewählt. Zwei Jahre später, 1936, übernahm sie in derselben Produktion die Titelrolle des Peter Pan.

### Erste Filmrollen und Filmkarriere
Ab 1935 war Sheridan auch in Filmrollen zu sehen. Ihr Filmdebüt gab sie 1935 in dem Historienfilm I Give My Heart, einer Verfilmung der Operette Die Dubarry, mit Gitta Alpár in der Hauptrolle. Ihre erste Filmhauptrolle hatte sie 1936 in dem Spielfilm Irish and Proud of It. Weitere Filme Sheridans, meist mit britischen Hintergrund, waren Father Steps Out (1937), Merely Mr Hawkins (1938) und Full Speed Ahead (1939).
Danach spielte sie anschließend zwei Jahre hauptsächlich Theater in der englischen Provinz; sie war an verschiedenen Repertoiretheater und wurde dort hauptsächlich in den gängigen Unterhaltungsstücken und Komödien eingesetzt, in einem Bühnenrepertoire, das sich im Wesentlichen am Geschmack der Mittelschicht orientierte. Während des Zweiten Weltkrieges war sie in Welwyn Garden City als Fahrerin eines Krankentransportwagens im Diensteinsatz.
1942 spielte sie die Rolle der Evie in dem Filmdrama Salute John Citizen (1942). Sie verkörperte darin eine Krankenschwester, die den ältesten Sohn des Hauses (gespielt von Jimmy Hanley) gegen einige Widerstände schließlich doch heiratet. In der Folgezeit war Sheridan unter anderem in den Filmen Get Cracking (1942/1943, mit George Formby jr.),  Murder in Reverse (1947); Wer ist Rex? (1948, in einer glamourösen Rolle als Steve Temple), Die Maske fällt (1949), The Huggetts Abroad (1949) und Jagd auf Z (1950) zu sehen; es handelte sich dabei im Regelfall um Rollen mit durchschnittlichen schauspielerischen Ansprüchen.

### Durchbruch als Filmschauspielerin
Weitreichende schauspielerische Anerkennung erhielt Sheridan insbesondere für ihre Rolle der Mary Payton in dem Abenteuerfilm Schwarzes Elfenbein (1951); sie spielte darin die Frau eines Jagdaufsehers. Nach Rollen in den Spielfilmen Der unbekannte Feind (1952), Appointment in London (1953) und The Story of Gilbert and Sullivan (1953) gelang ihr der endgültige Durchbruch als Filmschauspielerin mit ihrer Rolle in der Filmkomödie Die feurige Isabella. Sheridan verkörperte darin Wendy McKim, die Ehefrau des Rechtsanwalts Alan McKim, die gemeinsam mit ihrem Ehemann, der eine Leidenschaft für Oldtimer besitzt, an einem Oldtimerrennen von London nach Brighton teilnimmt.

### Heirat und Wiederaufnahme der Karriere
1954 heiratete Sheridan ihren zweiten Ehemann John Davis (1906–1993), den Managing Director der Rank Organisation. Davis verlangte von Sheridan, ihre Karriere als Schauspielerin aufzugeben und sich um den Haushalt und das gesellschaftliche Leben zu kümmern. Eine angebotene Hauptrolle in dem Film Allen Gewalten zum Trotz (1956) lehnte sie daher aufgrund des ihrem Ehemann gegebenen Versprechens ab.
Zwei Jahre nach ihrer Scheidung von Davis (1965) nahm sie 1967 ihre Tätigkeit als Schauspielerin wieder auf. Sie kehrte als Theaterschauspielerin auf die Bühne zurück. Sie spielte am Phoenix Theatre im Londoner West End die weibliche Hauptrolle in der Gesellschaftskomödie Let’s All Go Down the Strand von Hugh und Margaret Williams. Sie verkörperte darin eine Frau, die auf der Scheidung besteht, nachdem sie die Untreue ihres Ehemanns entdeckt hat. Dies blieb Sheridans einzige ernste Bühnenrolle.
Weitere West-End-Bühnenproduktionen waren A Boston Story von Ronald Gow (Duchess Theatre, 1968), Out of the Question von Ira Wallach (St Martin’s Theatre, 1969), A Touch of Purple von Elleston Trevor (als Katie Weiner; Thorndike Theatre, Leatherhead, 1972), Move Over Mrs Markham von Ray Cooney (als Joanna Markham; Vaudeville Theatre, 1972); The Card (Queen’s Theatre 1973), The Gentle Hook von Francis Durbridge (Piccadilly Theatre, 1974), In angenehmer Gesellschaft (Phoenix Theatre, 1976), Ein Mord wird angekündigt (Vaudeville Theatre, 1977), In the Red (Whitehall Theatre, 1977), eine Tournee-Produktion des Theaterstücks Half Life von Julian Mitchell, mit der sie auch in Toronto auftrat, und Present Laughter von Noël Coward (1981). In der Spielzeit 1991/1992 trat sie am Theatre Royal in Bath in einer Produktion des Theaterstücks The Kingfisher von William Douglas-Home auf.

### Spätere Filmkarriere und Fernsehen
Im späteren Verlauf ihrer Karriere wirkte Sheridan nur noch in zwei Kinofilmen mit. In dem Filmdrama Jeden Morgen hält derselbe Zug (1970), einer Verfilmung des Romans Die Eisenbahnkinder, spielte sie die Rolle der Mrs. Waterbury. Sie verkörperte eine Ehefrau und Mutter, die mit ihren drei Kindern aus einer Londoner Villa nach Yorkshire umziehen muss, nachdem ihr im Foreign Office angestellter Ehemann fälschlicherweise des Landesverrates bezichtigt und inhaftiert wurde. Ihre letzte Kinorolle hatte sie 1980 in der Agatha-Christie-Verfilmung Mord im Spiegel; sie spielte in dem Film-im-Film Murder at Midnight die Rolle der Lady Amanda Ridgeley.
Seit den 1980er Jahren arbeitete Sheridan ausschließlich für das Fernsehen. In der britischen Sitcom Don‘t Wait Up übernahm sie von 1983 bis 1990 die Rolle der Mrs. Angela Latimer; sie verkörperte die Mutter von Dr. Tom Latimer, gespielt von Nigel Havers. 1983 hatte sie einen Gastauftritt in der BBC-Science-Fiction-Fernsehserie Doctor Who als „Time Lady“ Kanzlerin Flavia in dem Serien-Special The Five Doctors. 1994 war sie als körperlich behinderte Kriminalschriftstellerin Clare in der in einer Nachtbäckerei spielenden Sitcom All Night Long zu sehen.

## Privates
Sheridan war insgesamt viermal verheiratet. In erster Ehe (1942–1952) mit dem Schauspieler Jimmy Hanley, den sie bei den Dreharbeiten zu dem Film Salute John Citizen (1942) kennengelernt hatte. Aus dieser Ehe gingen drei Kinder hervor. Ihr gemeinsamer Sohn ist der Politiker und ehemalige Vorsitzende der Conservative Party Sir James Hanley. Ihre gemeinsame Tochter Jenny Hanley ist Schauspielerin und Fernsehmoderatorin; sie präsentierte unter anderem auf Independent Television (ITV) die Kindersendung Magpie. Eine weitere Tochter (* 1944) starb nach drei Tagen als Baby. 1949 trennte sich Sheridan von ihrem Ehemann Jimmy Hanley.
Während der Dreharbeiten war Sheridan auch ihrem zweiten Ehemann John Davis erstmals beruflich begegnet. Mit Davis war sie von 1954 bis zu ihrer Scheidung im Jahre 1965 verheiratet.
1986 heiratete sie den kanadischen Schauspieler John Merivale (1917–1990), den früheren Liebhaber von Vivien Leigh. Sheridan pflegte Merivale bis zu dessen Tod im Jahre 1990; Merivale starb an einer erblichen Lungenkrankheit. 1992 heiratete sie in vierter Ehe den kalifornischen Geschäftsmann Aubrey Ison. Mit ihm war sie bis zu dessen Tode im Jahre 2007 verheiratet.
Sheridan starb am 25. November 2012 im Kreise ihrer Familie in ihrem Haus in Northwood, Middlesex, London.

## Filmografie (Auswahl)
- 1935: I Give My Heart (nicht im Abspann)
- 1937: Father Steps Out
- 1938: Irish and Proud of It
- 1938: Merely Mr Hawkins
- 1939/1940: Full Speed Ahead
- 1942: Salute John Citizen
- 1942/1943: Get Cracking
- 1947: The Hills of Donegal
- 1948: Wer ist Rex? (Calling Paul Temple) (als Steve Temple)
- 1949: Dark Secret
- 1950: Die Maske fällt (The Story of Shirley Yorke)
- 1950: Jagd auf "Z" (Paul Temple's Triumph) (als Steve Temple)
- 1951: Schwarzes Elfenbein (Where No Vultures Fly)
- 1952: Der unbekannte Feind (The Sound Barrier)
- 1953: Appointment in London
- 1953: The Story of Gilbert and Sullivan
- 1953: Die feurige Isabella (Genevieve)
- 1970: Jeden Morgen hält derselbe Zug (The Railway Children)
- 1974: Zodiac (Fernsehserie, 1 Folge)
- 1974: Crown Court (Fernsehserie, 1 Folge)
- 1980: Mord im Spiegel (The Mirror Crack'd)
- 1983: Doctor Who: The Five Doctors
- 1983–1990: Don‘t Wait Up (Sitcom)
- 1992: Lovejoy (Fernsehserie, 1 Folge)
- 1992: Just Us (Fernsehserie)
- 1994: All Night Long (Sitcom)
- 1999: Jonathan Creek (Fernsehserie, 1 Folge)